# Flaga Ukrainy

Tradycyjna interpretacja flagi Ukrainy oparta na powszechnym w tym kraju krajobrazie: błękitnym niebie i polu zboża

Flaga Ukrainy – jeden z symboli państwowych Ukrainy. Jest prostokątem podzielonym na dwa poziome pasy: niebieski i żółty. Kolor błękitny, nawiązujący do barwy nieba, interpretowano jako symbol pokoju, a żółty, kolor zboża, jako symbol bogactwa ziemi.

## Historia

Flaga Księstwa halicko-wołyńskiego (1199–1349/1392)
Sztandar ziemi lwowskiej z okresu bitwy pod Grunwaldem
Flaga Hetmanatu (1649–1764)
Flaga używana przez powstańców styczniowych w latach 1863–1864 na skutek krótkotrwałej unii z Wielkim Księstwem Ruskim. W Herbie są symbole Polski, Litwy i Ukrainy.
Flaga Ukraińskiej Republiki Ludowej (1917—1920)
Flaga Ukraińskiej Republiki Ludowej (1920—1922) i Zachodnioukraińskiej Republiki Ludowej (1918–1919)
Flaga Państwa Ukraińskiego (1918)
Flaga Zielonego Klinu (1917–1922)
Flaga Machnowszczyzny (1918–1921)
Flaga Ukraińskiej Ludowej Republiki Rad (1917–1918)
Flaga Galicyjskiej Socjalistycznej Republiki Rad (1920)
Flaga Ukraińskiej Socjalistycznej Republiki Radzieckiej (1923–1927)
Flaga Ukraińskiej Socjalistycznej Republiki Radzieckiej (1927–1937)
Flaga Ukraińskiej Socjalistycznej Republiki Radzieckiej (1937–1949)
Flaga Ukraińskiej Socjalistycznej Republiki Radzieckiej (1949–1991)
Flaga Ukrainy (1991–1992)
Flaga Ukrainy (1992–)

### Od średniowiecza do XIX w.
Barwy państwowe Ukrainy pochodzą z herbu Księstwa Halicko-Wołyńskiego, w którym żółty lew umieszczony był na ciemnoniebieskiej tarczy. Według niepotwierdzonej hipotezy barwy te zostały nadane przez Władysława Opolczyka, księcia opolskiego, który otrzymał stanowisko namiestnika z rąk węgierskich na Rusi Halickiej. Pod żółto-niebieskim sztandarem z wizerunkiem lwa wspinającego się na skałę walczył pułk ziemi lwowskiej w bitwie pod Grunwaldem.
Godło Hetmanatu ukazywało odzianego w złoto Kozaka, stojącego z rusznicą na niebieskim tle. Było ono szeroko wykorzystywane przez Zaporożców i umieszczane na ich sztandarach.
Flaga Księstwa Ruskiego, istniejącego przez rok w latach 1658–1659, przedstawiała prostokątny płat tkaniny o barwach żółtych i niebieskich, zakończony dwoma trójkątnymi językami. W połowie wysokości flagi umieszczono czerwony krzyż kawalerski, zza którego świecą promienie słoneczne.

### XIX–XXI w.
Kiedy w XIX wieku dążono do odrodzenia narodowego, działacze ukraińscy przyjęli niebieski i żółty za swoje barwy, jednak nieustalonej kolejności. W 1848 r. podczas przemian Wiosny Ludów przedstawiciele ukraińskich ruchów narodowowyzwoleńczych wywiesili ją nad ratuszem we Lwowie. Spotkało się to z krytyką ze strony lojalnej wobec władzy austriackiej Głównej Rady Ruskiej, uznającej za właściwe barwy niebieski i czerwony – zaproponowane przez zwierzchnictwo austro-węgierskie. 
Oficjalnie błękitno-żółtą flagę zatwierdzono w 1918 roku, jako flagę Ukraińskiej Republiki Ludowej i Hetmanatu. Istniejąca w początkach 1918 marionetkowa Ukraińska Ludowa Republika Rad włączyła małą flagę niebiesko-żółtą w narożnik czerwonego sztandaru.
Ukraińska Socjalistyczna Republika Radziecka, która wchodziła w skład Związku Radzieckiego odcięła się od kolorystyki tradycyjnej, a jej flaga nawiązywała do ideologii komunistycznej. Po II wojnie światowej niebiesko-żółta flaga, podobnie jak herb Ukrainy-tryzub była zakazana jako rzekomy symbol nacjonalizmu ukraińskiego.
W 1949 roku emigracyjna Ukraińska Rada Narodowa zdecydowała, że flaga Ukrainy będzie tradycyjnie złożona z barwy niebieskiej i żółtej, a u góry będzie kolor niebieski. Po uzyskaniu niepodległości przez Ukrainę 28 stycznia 1992 roku oficjalnie powrócono do niebiesko-żółtego sztandaru. Techniczne szczegóły barw reguluje dokument DSTU 4512:2006.